# Äkäslompolo

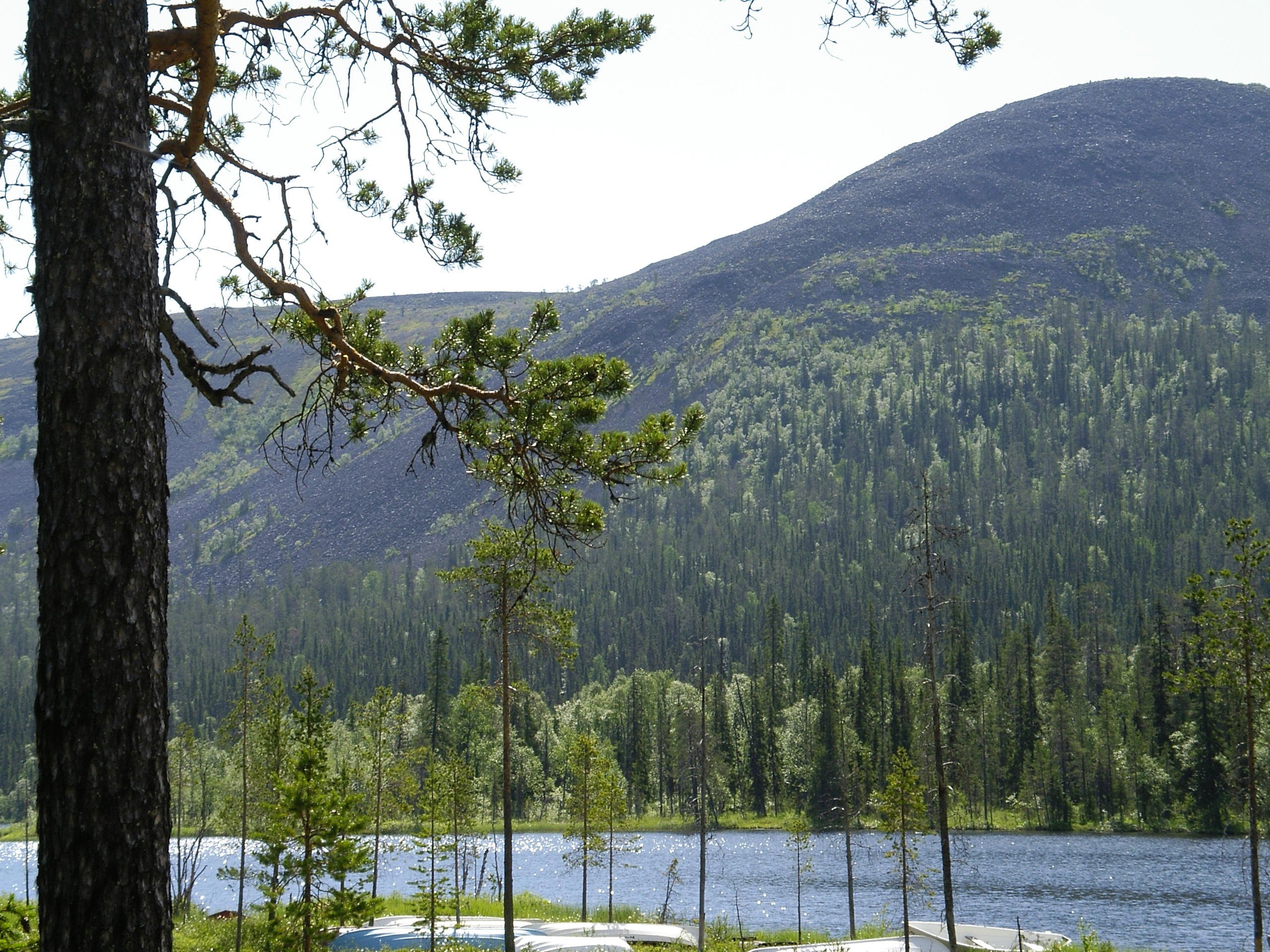
Der Berg Kesänki mit dem See Kesänkijärvi im Vordergrund

Äkäslompolo [ˈækæslɔmpɔlo] ist ein Ort in der Gemeinde Kolari im finnischen Teil Lapplands, nördlich des Polarkreises. Sie liegt am gleichnamigen See nordöstlich des Hauptorts Kolari. Äkäslompolo hatte am 31. Dezember 2022 587 Einwohner.

## Ort und Umland
Äkäslompolo ist neben Ylläsjärvi der wichtigste Ausgangspunkt zu dem Skigebiet Yllästunturi, auch kurz Ylläs genannt. Das Ylläs-Skigebiet zeichnet sich durch ein dichtes Netz von Langlaufloipen mit einer Gesamtlänge von 330 km und das Alpin-Ski-Gebiet am Yllästunturi mit 61 Pisten und 29 Liften aus. Im Sommer ist Äkäslompolo beliebt bei Wanderern, Anglern, Kanufahrern und Freunden anderer Outdoor-Sportarten. Im Ort gibt es mehrere Hotels und eine Vielzahl an Ferienhäusern.
Die Landschaft in Äkäslompolo ist geprägt von bewaldeten Bergen, deren Spitzen meist über der Baumgrenze liegen (Fjell). Im Umfeld von Äkäslompolo liegen die sieben Fjells Ylläs (718 m), Lainio (613 m), Kesänki (535 m), Pyhä (495 m), Kukas (474 m), Kuer (445 m) und Kellostapuli (416 m), weshalb der Ort als „Dorf der sieben Fjells“ bekannt ist. Allerdings liegt der Kukas bereits auf dem Gebiet der Gemeinde Muonio, und der Lainio und der Pyhä auf dem Gebiet der Gemeinde Kittilä. Außerdem gibt es viele Seen und ausgedehnte Moorlandschaften.
Neben einer Vielzahl von kleineren Moorseen liegen nahe dem Ort vier größere Seen: Äkäslompolo (216 m), Kesänkijärvi (217 m), Pyhäjärvi (243 m) und Kukasjärvi (242 m). Pyhäjärvi und Kukasjärvi liegen auf dem Gebiet der Gemeinde Kittilä. Der Fluss Äkäsjoki fließt durch den Äkäslompolo, der Fluss Kesänkijoki durchfließt den Kesänkijärvi und mündet in den Äkäslompolo.
Äkäslompolo liegt in unmittelbarer Nähe zum Nationalpark Pallas-Yllästunturi. Eines der drei Besucherzentren, das Kellokas-Besucherzentrum, liegt in Äkäslompolo.